# Šarlotina pavučinka (film, 1973)
Šarlotina pavučinka (v anglickém originále Charlotte's Web) je americký animovaný film z roku 1973. Filmu se režisérsky ujal Charlesa A. Nicholsa a Iwao Takamota. Námětem se stala stejnojmenné dětské knihy, kterou napsala E. B. Whiteho.
Hlasy postaviček v originále namluvili herci jako Henry Gibson, Debbie Reynolds, Paul Lynde, Agnes Moorehead, Pamelyn Ferdin, Bob Holt, Joan Gerber, John Stephenson, Don Messick, Rex Allen, Martha Scott, Herb Vigran, a Dave Madden.
Na film pak navazuje film Velké dobrodružství prasátka Wilbura - Šarlotina pavučinka 2. Další zpracování pochází z roku 2006.

## Děj
Dívka Fern jednoho dne pozoruje ve chlévě prasnici s malými selátky. Je jich 11 a prasnice má jen 10 struků. Proto chce dívčin otec nejmenší prasátko zabít. To se ale nelíbí Fern, a slíbí prasátku, že ho nedá, a že se o něj bude starat. Dá mu jméno Wilbur. Když už ho nemůže mít doma, dá ho na farmu svého strýce a každý den za ním chodí. Wilbur i Fern si najdou na farmě kamarády: husu s houserem, krávy, ovce, jednoho koně, krysu Templetona a hlavně pavouka Šarlottu. Když se jednoho dne Wilbur dozví, že před Vánoci ho farmář zabije a upeče, je zoufalý. Šarlotta mu slíbí, že vymyslí něco, aby se tak nestalo. Utká pavučinu s nápisem SKVĚLÉ PRASE. Z té je senzace, ale až o ni ochabne zájem, Šarlotta musí vymyslet jiné a lepší slovo. Utká jich ještě několik a farmář přihlásí Wilbura na soutěž domácích zvířat, kam ho převezou v bedně i se 2 černými pasažéry: Šarlottou a Templetonem. Šarlotta utká ještě jednu pavučinu, a Wilbur vyhraje medaili. Šarlotta zůstane na trámu, kde i zemře, protože nemá sílu slézt dolů. Za pomoci Templetona ale Wilbur převeze domů obal s Šarlottinými vajíčky, ze kterých se potom na jaře vylíhne moc malých pavoučků, kteří odletí, ale u Wilbura zůstanou 3: Radost, Aranea a Kráska. A Wilbur se dočká sněhu i Vánoc, i příštího jara, a mnoha dalších.